# Laura Vetter

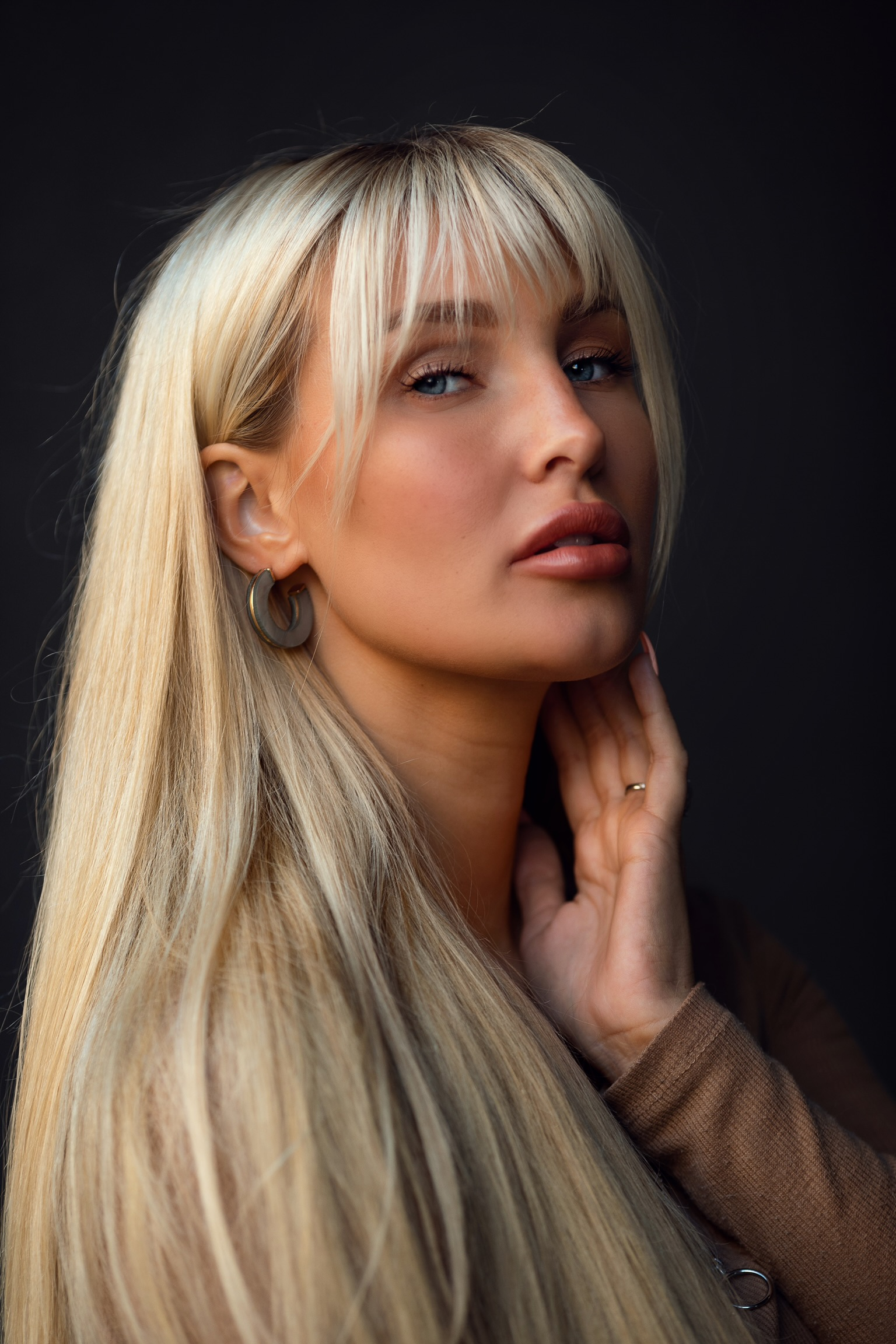
Laura Vetter (2020)

Laura Vetter (* 24. Oktober 1996 in Dresden) ist eine deutsche Schauspielerin und Influencerin sowie Model und Podcast-Betreiberin. Von 2019 bis 2020 gehörte sie zur Hauptbesetzung der Reality-Seifenoper Berlin – Tag & Nacht.

## Werdegang
Laura Vetter wurde im Oktober 1996 in der sächsischen Landeshauptstadt Dresden geboren. Nachdem sie ihr Abitur absolviert hatte, begann sie eine Ausbildung zur Friseurin und Visagistin. Im Anschluss daran reiste sie durch Nord- und Lateinamerika, um ihre Sprachkenntnisse zu verbessern. Nach ihrer Rückkehr machte sie sich selbstständig und arbeitete in ihrem erlernten Beruf sowie als Tänzerin und Fotomodell.
Darstellerisch trat Laura Vetter zunächst in Musikvideos in Erscheinung. 2018 wirkte sie an der visuellen Umsetzung des Nummer-eins-Hits Melodien von Capital Bra und Juju mit. Weitere Auftritte folgten in den Videos Bella Hadid und Charles Sabini von Kronkel Dom sowie in Leonardo von Rico und Joshi Mizu. Im April 2019 zog sie von Dresden nach Berlin. Von Sommer 2019 bis Dezember 2020 wirkte sie in der Reality-Seifenoper Berlin – Tag & Nacht des Fernsehsenders RTL II als Teil des Hauptcasts mit. In der Rolle der Janine Denise „Jade“ Hagemeier spielte sie in mehr als 350 Episoden des Formats mit.
Seit März 2020 betreibt Vetter einen Podcast mit ihrem Lebensgefährten, dem Stand-Up-Comedian Tutty Tran. Unter dem Titel #TeamMayo behandeln sie ihr Beziehungs- und Alltagsleben. Im September 2020 erhielt sie einen Vertrag bei Günther Klums Agentur ONEeins fab Management, die vor allem Kandidatinnen aus Heidi Klums Castingshow Germany’s Next Topmodel betreut.

## Filmografie
- 2019–2020: Berlin – Tag & Nacht